# انجیرتیغی روفیدا
انجیرتیغی روفیدا (به انگلیسی: Opuntia rufida) یک گونه از خانواده کاکتوس‌های انجیرتیغی است. این گیاه بومی تگزاس و مجاور مکزیک است و در سنگ آهک رشد می‌کند.

## توضیحات
این گیاه دارای شاخه‌های زیاد و گسترده‌است و ممکن هست به طول ۱ متر برسد و همچنین هیچ خار سختی ندارد اما دارای تارهای نازک، کوچک و خارداری مانند مو به رنگ قرمز یا قهوه ای است.

## نگارخانه

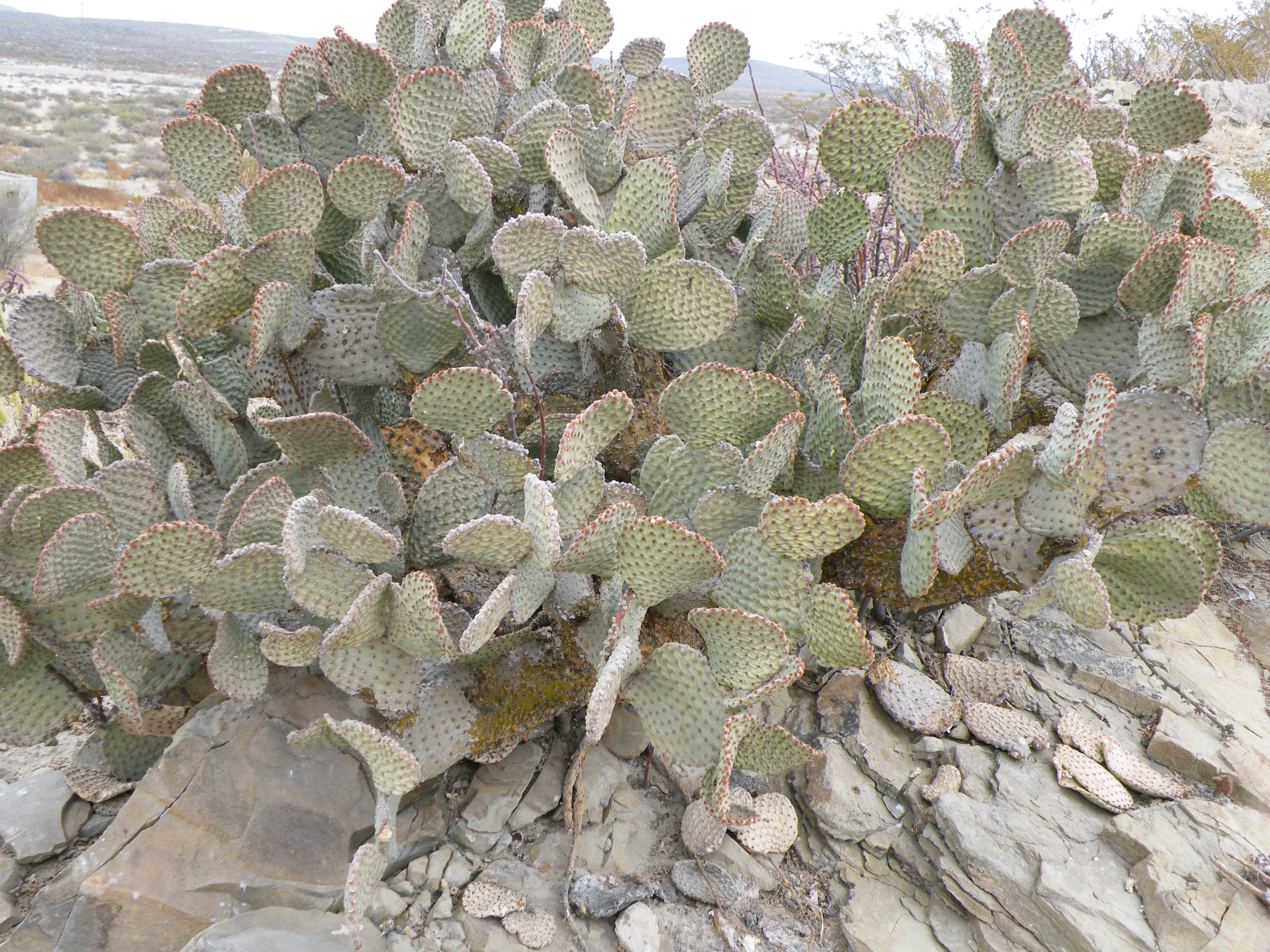
در کواویلا، مکزیک
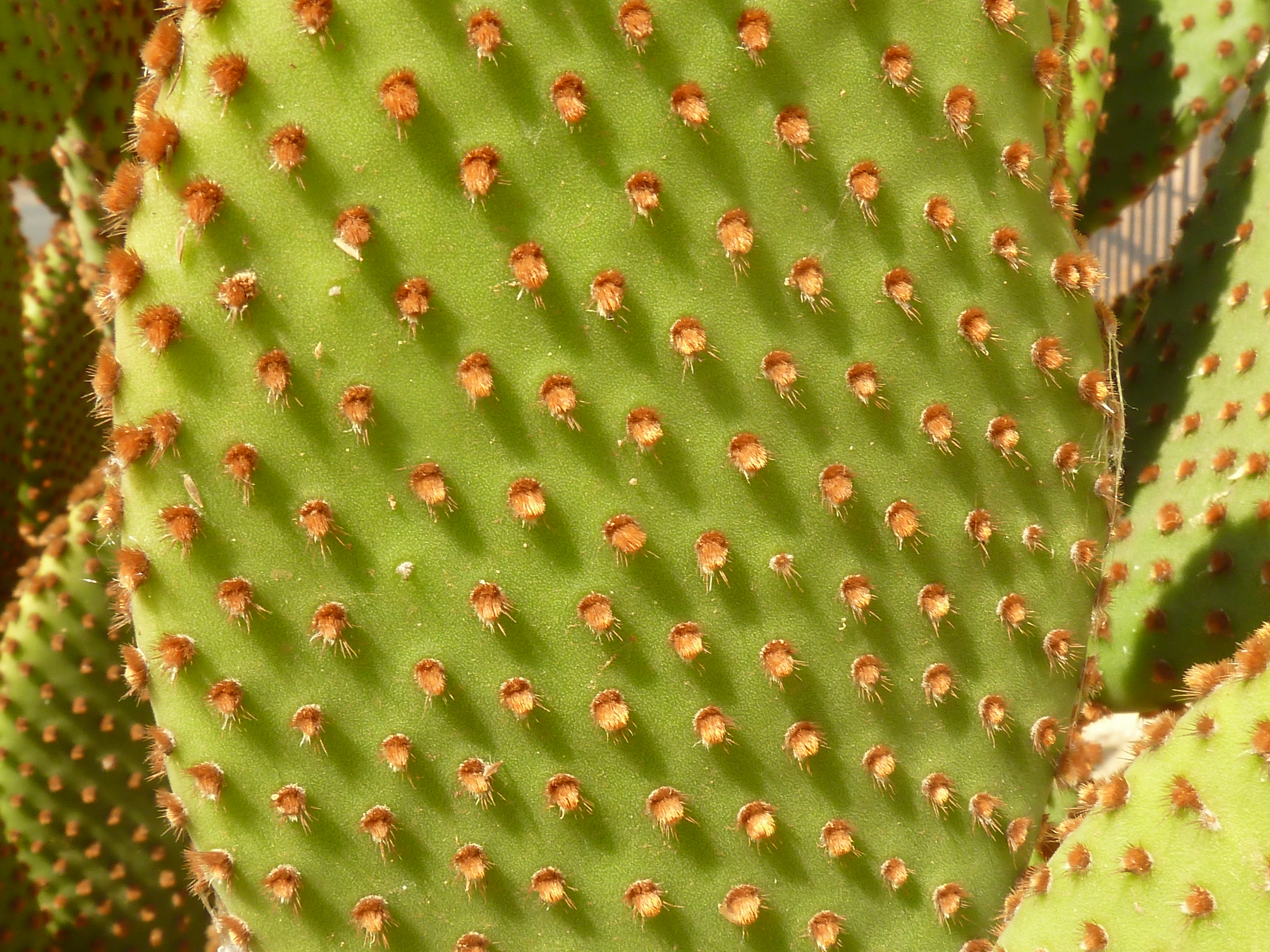
تارهای نازک خاردار
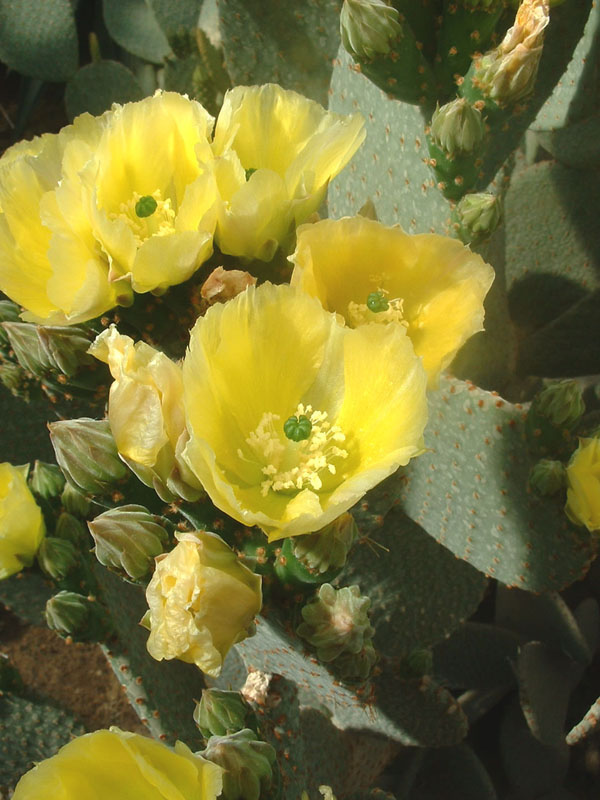
گل

## گونه‌های مرتبط
- اپونتیا میکروداسیس